# Чарльз Гатчінс Гепгуд
Чарльз Хатчінс Хепгуд (англ. Charles Hutchins Hapgood, 15 травня 1904, Нью-Йорк — 21 грудня 1982, Грінфілд, Массачусетс) — американський учений, відомий як автор низки маргінальних теорій і, зокрема, теорії катастрофічного зсуву полюсів. Передмова до книги про цю теорію була написана А. Ейнштейном.

## Життєпис
Гепгуд був сином Хатчінса Гепгуда та Нейт Бойс. Хепгуд отримав ступінь магістра в Гарвардському університеті в 1929 році з середньовічної та нової історії. Його доктор філософії робота над Французькою революцією була перервана Великою депресією. Рік він викладав у Вермонті та керував громадським центром у Провінстауні, а також був виконавчим секретарем Комісії ремесел Франкліна Рузвельта.
Під час Другої світової війни Гепгуд працював в Офісі координатора інформації (COI, який у 1942 році став Офісом стратегічних служб) і Червоним Хрестом, а також служив офіцером зв'язку між Білим домом і Офісом Військовий секретар. Після війни Гепгуд викладав у Кістоунському коледжі (1945—1947), Спрінгфілдському коледжі (1947—1952), Кін-Стейт коледжі (1956—1966) і Нової Англії (1966—1967), читав лекції зі світової та американської історії, антропології, економіки та історії науки.
Гепгуд одружився з Тамсін Хьюз у 1941 році та розлучився у 1955 році.
Він був збитий водієм у Грінфілді, штат Массачусетс, і помер 21 грудня 1982 року.